# Богословский факультет Софийского университета
Богословский факультет (Факультет теологии, болг. Богословски факултет) — факультет Софийского университета имени святого Климента Охридского и самостоятельное высшее учебное заведение в Софии. Его здание находится на адресу: София 1000, пл. «Света Неделя» 19.
Факультет был создан в 1923 году и стал крупным центром богословского образования в Болгарии. В 1951 году по идеологическим причинам был закрыт и преобразован в Софийскую духовную академию. В 1991 году был восстановлен.

## История
О необходимости подобного факультета говорили ещё в 1870 году, когда был создан Болгарский экзархат, однако в силу разных причин для этого потребовались многие десятилетия.
24 июня 1908 году Священный Синод БПЦ направил в Министерство исповеданий письмо с просьбой об открытии богословского факультета. После долгой переписки между Священный Синодом и Министерством исповеданий вопрос, наконец, был разрешён. В 1921 году Народное Собрание принимает закон о народном просвещении, который предусматривал открытие Богословского факультета Университета с 8 кафедрами: Священного Писания Ветхого Завета, Священного Писания Нового Завета, Систематического богословия, Истории религий и истории Христианства, Церковной археологии и Литургики, Пастырского богословия и патристики, Церковного права и Гомилетики. Закон также предусматривал, что первые три профессора новооткрытого факультета должны быть избраны учёным советом университета по рекомендации комиссии, в которую вошли профессор В. Н. Златарский, митрополит Видинский Неофит (Караабов) и Минко Генов.
Для возведения здания для факультета Синоду удалось добиться отведения под строительство участка в самом центре Софии на площади, где предполагалось возведение памятника в честь учреждения Болгарской экзархии. К 1922 году строительство было завершено.
Осенью 1923 году на богословском факультете начались учебные занятия. С 1925 года на факультете могли обучаться женщины.
Важную роль в становлении факультета сыграли русские учёные-эмигранты. В Софии преподавали профессор Н. Н. Глубоковский, профессор протоиерей Александр Рождественский, профессор А. П. Доброклонский, профессор М. Е. Поснов, профессор С. В. Троицкий.
В 1943 году в связи с войной занятия на факультете временно приостановились.
В 1951 году по идеологическим соображениям Богословский факультет постановлением Национального собрания Болгарии и был выведен из состава Софийского университета и преобразован в Духовную академию имени святого Климента Охридского, которая являлась высшим церковным учебным заведением и не имела государственного признания.
В 1991 года руководство Софийского университета обратилось к ректору Софийской духовной академии, с предложением восстановить Богословский факультет Университета, 1 июля 1991 года Софийская духовная академия была преобразована в Богословский факультет Софийского университета. 26 июля того же года епископ Неофит (Димитров) был избран первым деканом восстановленного богословского факультета.
10 декабря 1992 года Президиум Высшей аттестационной комиссии принял решение о признании всех учёных степеней и званий, присужденных Духовной Академией до 1 июля 1991 года. Таким образом, ученые степени и звания преподавателей богословского факультета были признаны Болгарским государством.

## Кафедры
- Библеистика
- Историческое и систематическое богословие
- Практическое богословие